# Flen, Helgesta-Hyltinge församling
Flen, Helgesta-Hyltinge församling är en församling i Oppunda och Villåttinge kontrakt i Strängnäs stift. Församlingen ligger i Flens kommun i Södermanlands län. Församlingen utgör ett eget pastorat.

## Administrativ historik
Församlingen bildades 2010 genom sammanslagning av Helgesta-Hyltinge församling och Flens församling.

## Kyrkor
- Flens kyrka
- Helgesta kyrka
- Hyltinge kyrka